# Object request broker
Em computação distribuída, um object request broker (ORB), ou em português agente de requisição de objetos, é uma parte de um software middleware que permite que programadores façam chamadas a programas de um computador para outro através de uma rede de computadores. Os ORBs promovem interoperabilidade de sistemas de objetos distribuídos pois eles permitem que usuários desenvolvam sistemas através da junção de objetos de diferentes fornecedores, podendo se comunicarem uns com os outros através do ORB.
Os ORBs manipulam a transformação de estrutura de dados internos dos processos de e para a sequência de bytes, que é transmitida pela rede. Isto é chamado de triagem ou serialização.
Alguns ORBs, como os sistemas compatíveis com CORBA, usam uma Linguagem de Descrição de Interface (LDI) para descrever os dados que serão transmitidos nas chamadas remotas.
Além da triagem de dados, ORBs frequentemente expõem muito mais funções, como transações distribuídas, serviços de diretório ou escalonamento de tempo de execução.
Em linguagens orientadas a objetos, os ORBs tomam a forma de um objeto com métodos que habilitam conexões aos objetos que estão sendo servidos. Após a conexão de um objeto com o ORB, os métodos deste objeto tornam-se acessíveis para invocações remotas. O ORB requisita alguns meios de obtenção de endereço de rede do objeto que no momento tornou-se remoto. O ORB comum também possui muitos outros métodos.

## Implementações
- CORBA - a Arquitetura Comum de Agente de Requisição de Objetos
- Ice - o Motor de Comunicações de Internet